# Família do Norte
A Família do Norte (FDN) foi criada em 2007 e era uma das maiores organizações criminosas do Amazonas sob a liderança dos narcotraficantes Zé Roberto da Compensa,  João Pinto Carioca e Gelson Carnaúba. Após 2015, atritos entre PCC e FDN deram início a um confronto que eclodiu na Guerra entre PCC e CV em 2016.

## História
A FDN chegou a investir R$ 320 mil reais em seu time de futebol, o Compensão. No inquérito que deu origem à operação da Polícia Federal "La Muralla", os investigadores perceberam que o PCC estava “batizando” (cooptando) criminosos amazonenses de modo a aumentar a presença do grupo no estado. Essa ação desagradou a FDN que ordenou a morte de três traficantes ligados à facção Paulista. Na época, o Comando Vermelho (CV) e o PCC eram aliados e mantinham negócios juntos, e a FDN estava fragilizada pela Operação La Muralla. Cerca de um ano após a FDN declarar guerra contra o PCC com o apoio do CV, o grupo pôs em prática o plano de acabar com o PCC no Amazonas, em outubro de 2016. Rebeliões causadas pela guerra entre as duas facções causaram 18 mortes em presídios de dois estados. Segundo o governo de Roraima, dez detentos foram mortos na Penitenciária Agrícola de Monte Cristo, após uma ordem vinda do Rio de Janeiro. Investigadores acreditam que integrantes do CV pediram à FDN que executasse integrantes do PCC em Manaus. 
Atualmente o PCC domina o tráfico de drogas nas fronteiras do Brasil, o que aumenta a tensão com o CV. No dia 1° de janeiro de 2017 a FDN, em uma rebelião violenta em Manaus, matou cerca de 56 presos do PCC no Complexo Penitenciário Anísio Jobim
Há fortes indícios de que a FDN faça parte de uma rede internacional de tráfico de drogas com fortes conexões com as FARC na Colômbia, país que faz fronteira com o estado do Amazonas. A Família do Norte teve a união quebrada com o Comando Vermelho em 2018, por motivos pessoais.
Em fevereiro de 2020, a facção carioca Comando Vermelho tomou vários territórios da FDN e dominando vários bairros de Manaus.
Em 2020 foram registradas 403 mortes no bairro Compensa, em decorrência da intensa disputa entre as facções criminosas CV, que tenta tomar territórios no bairro que ainda são, em sua maioria, controlados pela FDN.

## O atual cenário da extinta FDN
A facção FDN atualmente é considerada extinta no estado do Amazonas. Esse fato se deve à rixas da facção com a sua antiga aliada Comando Vermelho. Em 2019, a FDN e o CV romperam suas conexões criminosas após um racha interno na FDN. Zé Roberto, João Branco e Gelson Carnaúba, considerados os fundadores da FDN, entraram em conflito, o que gerou mortes nas ruas da capital amazonense.  Criminosos então ligados a Gelson Carnaúba, ingressam no Comando Vermelho após o Mano G, como também é conhecido, mudar de lado na guerra. Criminosos ligados a Zé Roberto continuaram na FDN. Com a FDN enfraquecida após a expansão do CV, criminosos comandados pelo filho de Zé Roberto criam a facção Cartel do Norte, o CDN.  O CDN tinha uma aliança com outra facção amazonense, os Revolucionários do Amazonas (RDA).
O RDA era uma dissidência criada a partir de membros que eram do CV e saíram da facção carioca. O CDN manteve-se ativo até 2022, onde criminosos do Comando Vermelho mataram seu principal líder, o L7, filho do Zé Roberto da Compensa. 
Atualmente há informações que apontam uma aliança entre o RDA e o PCC contra o avanço do Comando Vermelho no Amazonas. 